# Peperomia venulosa
Peperomia venulosa är en pepparväxtart som beskrevs av Truman George Yuncker. Peperomia venulosa ingår i släktet peperomior, och familjen pepparväxter. Inga underarter finns listade i Catalogue of Life.